# Върбишка планина
Върбѝшка планинà е дял от Източна Стара планина.
Разположена е в областите Бургас, Шумен и Варна между Върбишкия проход и Лудокамчийския пролом. Среща се и като източен дял на Котленско-Върбишката планина. По северното ѝ подножие преминава условната граница между Източния Предбалкан и Източна Стара планина.
Издига се в средната част на Източна Стара планина, простира се в направление изток-запад, има дължина около 55 km и ширина 10 – 15 km. На север със стръмни склонове се спуска към историко-географската област Герлово и Ришката котловина, а Веселиновският пролом на Брестова река (десен приток на Голяма Камчия) я отделя от Драгоевска планина на Източния Предбалкан. На североизток долината на река Голяма Камчия я отделя от Роякското плато на Източната Дунавска равнина. На юг и югоизток долината на река Луда Камчия и нейният пролом я отделят от Карнобатска и Камчийска планина. На запад долината на река Герила (десен приток на Голяма Камчия), Върбишкия проход (870 м н.в.) и долината на Садовска река (ляв приток на Луда Камчия) я отделят от Котленска планина.
Най-високата ѝ точка е връх Калето (898,6 м), разположен в най-западната ѝ част, в близост до Върбишкия проход. На изток и североизток планината постепенно се понижава и завършва с ниска хълмиста част до язовир „Цонево“ и долината на Голяма Камчия.
Планината е оформена върху Котленската антиклинала и е изградена от триаски, юрски и кредни варовици, пясъчници и мергели. Северните ѝ склонове към Герлово и Ришката котловина са стръмни, а южните по-полегати, разчленени от левите притоци на Луда Камчия. От планината извират реките Герила и Елешница (леви притоци на Голяма Камчия) и множество други по-малки реки вливащи в Голяма Камчия и Луда Камчия. Почвената покривка е плитка, представена от кафяви и канелени горски почви. Върбишка планина е силно залесена с букови и дъбовогабърови гори.
В западната, висока част на планината липсват населени места, а в източната, която е значително по-ниска, са разположени селата: Дюля, Звезда, Каравельово, Соколец, Струя и Трънак в Бургаска област и селата Лопушна, Медовец, Партизани и Поляците във Варненска област.
В планината са обявени 4 защитени местности: Момин град, Куза скок, Калфата и Чудните скали. Изградени са 3 хижи: „Върбишки проход“ (в най-западната част, в близост до Върбишкия проход), „Веселиновски пролом“ (в близост до Веселиновския пролом) и „Чудните скали“ (до село Струя).
По западната граница на планината и през средата ѝ преминават участъци от 2 пътя от Държавната пътна мрежа:
- по западната ѝ граница, през Върбишкия проход, на протежение от 28,7 km преминава участък от първокласен път № 7 Силистра – Шумен – Ямбол – ГКПП „Лесово“;
- през средата на планината, през Ришкия проход, на протежение от 11,3 km преминава участък от второкласен път № 73 Шумен – Смядово – Карнобат.

## Топографска карта
- Лист от карта K-35-31. Мащаб: 1 : 100 000.
- Лист от карта K-35-42. Мащаб: 1 : 100 000.
- Лист от карта K-35-43. Мащаб: 1 : 100 000.